# Adenokarcinom
Adenokarcinomer er, i modsætning til adenomer, ondartede (maligne) svulster/tumorer udgående fra kirtelvæv.
Afhængigt af kræftcellernes differentieringsgrad, vil de i større eller mindre grad have mistet deres evne til at producere de oprindelige kirtelprodukter.
Adenokarcinomer har, som andre karcinomer, tendens til at sprede sig via lymfesystemet og først senere via blodet. Adenokarcinomer udgår hyppigt fra bryst, prostata, lunger, tarme, mavesæk, og i mindre grad fra alle andre steder i kroppen, hvor der findes kirtelceller.